# Pascendi Dominici Gregis
Pascendi Dominici Gregis (português: Alimentando o rebanho do Senhor) é uma encíclica do Papa Pio X, publicada em 8 de setembro de 1907. Seu subtítulo diz: "Carta Encíclica do Papa Pio X sobre os erros do modernismo". O documento, assim, condena o modernismo católico, considerado como uma "síntese de todas as heresias", conjugando evolucionismo, relativismo, criptomarxismo, cientificismo e psicologismo.
Como consequência da encíclica, o papa formulou o "juramento antimodernista", obrigatório para todos os padres, bispos e catequistas. Esse juramento foi abolido em 1967, pelo Papa Paulo VI.
Católicos tradicionalistas têm nesse documento a evidência de que a Igreja e os papas do início do século XX já estavam atentos para a infiltração do pensamento liberal no seio da instituição.
Entre as principais lições da encíclica, estão a condenação do modernismo, a importância da Tradição, o combate ao relativismo e a defesa da doutrina católica. O documento retoma a muitos dos tópicos abordados no documento Quanta Cura, do Papa Pio IX. Tal documento proíbe uma série de filosofias e ideologias que ganhavam evidência na época.